# Довје
Довје (словен. Dovje) је насељено место у општини Крањска Гора, Горењска регија, Словенија.

## Историја
До територијалне реорганизације у Словенији било је у саставу старе општине Јесенице.

## Становништво
У попису становништва из 2011. године, Довје је имало 640 становника.
| Број становника према пописима | Број становника према пописима | Број становника према пописима |
| ------------------------------ | ------------------------------ | ------------------------------ |
| 1991                           | 2002                           | 2011                           |
| 624                            | 609                            | 640                            |